# La Roque-Sainte-Marguerite
La Roque Ste Marguerite là một xã ở tỉnh Aveyron, thuộc vùng Occitanie ở miền nam nước Pháp.